# Kallósd
Kallósd là một thị trấn thuộc hạt Zala, Hungary. Thị trấn này có diện tích 5,41 km², dân số năm 2010 là 79 người, mật độ 15 người/km².